# 슈어 스타트
슈어 스타트(Sure Start)는 영국의 교육․기술부(Department for Education and Skills)와 노동․연금부(Department for Work and Pensions)의 아동 보육 프로젝트이다. 슈어 스타트는 교육․기술부와 노동․연금부에서 시행하는 여러 아동 보육 프로젝트 중 영국의 보육 형편을 개선하는 데 가장 큰 기여를 한 것으로 손꼽힌다.
1997년부터 논의되어 정비과정을 거쳐 1999년부터 본격적으로 시행된 슈어 스타트는 빈곤․소외계층의 어린이들과 일반 어린이들의 차이가 성인이 되어서도 지속 내지 확장된다는 문제의식으로부터 출발했다. 이른바 ‘가난의 대물림’현상이 심각하다는 것이다. 슈어 스타트 프로젝트는 이 문제를 타개하기 위해 빈곤․소외계층의 어린이들을 도와 인생의 ‘확실한 출발’을 보장하고, 더 나아가 영국 내 모든 아동이 보육 시설을 이용할 수 있도록 돕는 것을 주 내용으로 한다.

## 슈어 스타트의 원칙
1. 부모들, 아이들과 함께(Working with parents and children)
2. 모두를 위한 서비스(Services for everyone)
3. 전달의 순간, 유연하게(Flexible at point of delivery)
4. 빨리 시작하라(Starting very early)
5. 존경스럽고 투명한 마음으로(Respectful and transparent)
6. 지역사회 중심, 전문적인 협동(Community driven and professionally coordinated)
7. 성과 중심(Outcome driven)

## 슈어 스타트의 운영체계
슈어 스타트는 중앙 정부의 위원회가 책임자이지만 실질적인 집행은 지방 정부에 의해 이루어진다. 각 지방 정부는 슈어 스타트 지역 프로그램(Sure Start Local Programmes)을 구성한다. 이 지역 프로그램은 슈어 스타트 프로젝트를 발전시키기 위한 총체적 역할 모델을 제시한다. 현재 영국에서 524개의 지역 프로그램이 운영되고 있다.
지역 프로그램이 각 조기 우등센터(Early Excellence Centres)로 전달되면 우등센터에서는 그 프로그램을 실행할 인력을 교육시키고 장비를 마련하여  각 어린이 센터(Children's Centres)와 탁아소(Neighbourhood Nurseries)에 프로그램의 실행 지침과 인력, 장비 등을 보낸다(물론 각 어린이 센터와 탁아소에서도 독자적으로 프로그램을 입안(立案)하고 실행할 수 있다). 조기 우등센터는 슈어 스타트의 활동을 집행하는 지역 내의 여러 어린이 센터와 탁아소들을 연결해 주는 허브(Hub)의 역할을 한다.
어린이 센터와 탁아소는 위에서 내려온 지침에 독자적 아이디어를 더해 실질적인 집행을 맡는다. 어린이 센터와 탁아소는 각각 특화된 역할을 맡고, 우등센터에서는 보다 다양한 상위 분야의 교육들을 제공한다는(“one-stop-shop education”) 데에 차이가 있다.
슈어 스타트 프로젝트는 정부의 예산 지원을 받는다. 프로젝트가 본격적으로 시작된 99년부터 2003까지 19억 파운드(약 3조8000억원)의 정부 예산이 들어간 것을 비롯하여, 해마다 10억 여 파운드가 예산으로 배정되고 있고, 그 금액 또한 계속 늘어나는 추세다. 또 지역에서 이뤄지는 개별 프로그램마다 민간 펀드를 둬 재원을 확보, 운용하고 있다.

## 슈어 스타트의 효과 및 의의
슈어 스타트의 초점은 '퍼주기' 식의 일방적 지원이 아닌, 가난을 벗어날 수 있는 여건을 만들어주는 데에 있다. 또 양질의 아동복지 관련 종사자를 양성하는 것도 슈어 스타트 정책 안에 명시하고 있다. '무엇을 하겠다'라는 선언이 아니라 '무엇을 통해 하겠다'까지 고려한 세심함이다. 이 ‘교육자들을 위한 교육’은 조기 우등센터(Early Excellence Centre)를 통해 이루어진다.

## 효과
2002년도 정부 아동보육 보고서에 따르면, 아동보육은 아동과 부모, 지역공동체에 긍정적인 변화를 가져올 수 있다고 한다. 슈어 스타트 프로젝트는 가난한 아이들이 학교 안에서 높은 성취감을 갖고, 부모들이 가난으로부터 벗어날 수 있는 직장을 구할 수 있도록 하며 그들의 건강상태를 향상시키고, 결국 범죄를 줄이는 데 도움을 주고 있다는 평가를 받고 있다.
또한 영국의 잡지 Regeneration & Renewal이 보도한 Sure Start Local Partnership의 평가 보고서에 따르면, 슈어 스타트 프로젝트가 시작된 지역의 실업률이 그렇지 않은 지역보다 많이 낮으며 생계를 위해 정부보조금을 받는 비율도 전체적으로 낮아진 것으로 나타났다.
이에 더해 슈어 스타트에서는 종전의 빈곤아동 교육 서비스가 흔히 저지른 잘못이었던, 동정하거나 비하는 방법의 교육을 피하기 위해(“in a non-stigmatising way”) 노력하였다. 이는 빈곤아동의 올바른 의식 형성에 도움이 되는 매우 중요한 장점이라고 할 수 있겠다.